# Emiliano Dionisio Rodrigues
Emiliano Dionisio Rodrigues   (Setúbal, 26 de gener de 1946) és un ciclista portuguès, ja retirat, que va córrer professionalment entre 1966 i 1975. En el seu palmarès destaca els bons papers a la Volta a Portugal on va aconseguir nombroses victòries d'etapa.

## Palmarès
- 1966
  - 1r a la Lisboa-Porto
- 1967
  - Vencedor de 4 etapes a la Volta a Portugal i 1r a la Classificació per Punts
- 1968
  - 1r al Circuit de Torres Vedras
  - Vencedor d'una etapa a la Volta a Portugal
  - Vencedor d'una etapa a la Lisboa-Montemor-Lisboa
  - Vencedor d'una etapa al GP Philips
  - Vencedor d'una etapa al GP Casal
  - Vencedor de 2 etapes al GP de Porto
- 1969
  - 1r a la Porto-Lisboa
  - Vencedor de 3 etapes a la Volta a Portugal
  - Vencedor d'una etapa al GP Riopele
- 1970
  - Vencedor de 3 etapes a la Volta a Portugal
  - Vencedor d'una etapa al GP Philips
- 1971
  - 1r a la Classificació de Metes Volants de la Volta a Portugal
  - 1r a la Classificació de Metes Volants de la Setmana Catalana
  - Vencedor de 2 etapes a la Lisboa-Coimbra-Porto
  - Vencedor d'una etapa al GP Riopele